# Finn Søeborg
Finn Søeborg (13. april 1916 – 14. september 1992) var en dansk humorist og forfatter, hvis forfatterskab spænder vidt. Her findes i den lette afdeling morsomme og letlæselige hverdagsbetragtninger og småskriverier over samtidige iagttagelser. Men han har også skrevet bøger og noveller af mere seriøs karakter. Her skildres skæve eksistenser – den lille mand – og dennes forhold (eller ofte manglen på samme) til omgivelser og sociale fællesskaber.

## Filmatiseringer
Flere af Finn Søeborgs værker er filmatiseret, bland andet novellen "Min kone forstår mig ikke" som tilmed er filmatiseret to gange. En version af instruktør Birger Larsen med Tommy Kenter i hovedrollen, samt i en version (Når lysterne tændes) af Oscarvinder Martin Strange-Hansen med Jesper Asholt i hovedrollen.